# Sevalni tlak
Seválni tlák je v fiziki tlak, ki deluje na kakšno površino, izpostavljeno elektromagnetnemu valovanju. Če je absorbiran, je tlak enak gostoti energije {\displaystyle w}, oziroma gostoti energijskega toka deljeni s hitrostjo svetlobe:
{\displaystyle p=w={\frac {j}{c}}\!\,.}
Gostota energijskega toka Sončevega sevanja na Zemlji je na primer 1366 W/m2 (solarna konstanta), absorbiran sevalni tlak pa je 4,6 µPa (glej tudi klimatski model).

## Odkritje
Sevalni tlak naj bi prvi omenil Johannes Kepler leta 1619 v delu o kometih, kjer je poskušal z njim pojasniti zakaj so repi kometov usmerjeni stran od Sonca. V njegovem času so imeli svetlobo za curek delcev in tlak je bil smiseln. Thomas Young je menil, da bi tlak nasprotoval valovni sliki svetlobe, Leonhard Euler pa je sodil, da bi ga bilo mogoče pojasniti z valovanjem in s curkom delcev. Zaradi pomena sevalnega tlaka so ga poskušali izmeriti Charles du Fay, John Michell, Augustin-Jean Fresnel in drugi, vendar jim ni uspelo, ker je pri poskusih motilo segrevanje. William Crookes je leta 1874 ob takšnem merjenju odkril radiometrski tlak, ki je veliko večji od sevalnega, in izdelal prvi radiometer. 
Michael Faraday je pri svojih poskusih v elektrostatiki opazil, da silnice v prečni smeri silijo druga proti drugi, v vzdolžni smeri pa se hočejo skrčiti. Dejstvo, da elektromagnetno valovanje deluje na površino, ki mu je izpostavljena, s tlakom, sta teoretično predvidela James Clerk Maxwell leta 1871 in neodvisno Adolfo Bartoli leta 1876. Eksperimentalno je sevalni tlak potrdil Peter Nikolajevič Lebedjev leta 1900 ter Ernest Fox Nichols in Gordon Ferrie Hull leta 1901. Tlak je zelo majhen, vendar ga je moč zaznati, če pada na točno uravnovešen mlinček iz odbojne kovine v Nicholsovem radiometru, ki se ga ne sme zamenjati s Crookesovim radiometrom, pri katerem njegovo značilno gibanje ne povzroči sevalni tlak. Leta 1923 sta Walther Gerlach in Alice Golsen prvič točno izmerila sevalni tlak. V skladu s klasično teorijo je njun izid pokazal, da je sevalni tlak sorazmeren z gostoto energijskega toka svetlobe in neodvisen od njene valovne dolžine.

## Teoretično ozadje
Z elektrodinamiko, kvantno mehaniko ali s termodinamiko je moč brez predpostavk o naravi sevanja pokazati, da je sevalni tlak na površino, ki je prostorsko v prečni smeri enakomerno izpostavljena sevanju, enak eni tretjini skupne sevalne energije na enoto prostornine znotraj tega prostora.
Za sevanje črnega telesa v ravnovesju z izpostavljeno površino je gostota energije {\displaystyle w} po Stefan-Boltzmannovem zakonu enaka:
{\displaystyle w^{\star }={\frac {\sigma T^{4}}{3c}}\!\,,}
kjer je {\displaystyle \sigma } Stefanova konstanta, c hitrost svetlobe in T absolutna temperatura prostora. Ena tretjina te energije je enaka 6,305 · 10-17T4 J/(m3K4), kar je enako tlaku v paskalih.
Na telesu z odbojnostjo a se del energijskega toka odbije in sevalni tlak je večji:
{\displaystyle p=(1+a)w\!\,.}
Če telo, kot je na primer idealno zrcalo, odbija vso valovanje, je gostota energije lahko še dvakrat večja:
{\displaystyle w=6w^{\star }={\frac {2\sigma T^{4}}{c}}\!\,.}

### Medplanetarni prostor
Ob vrelišču vode (T = 373,15 K) je na primer sevalni tlak enak 3 mikropaskale. Če je sevanje usmerjeno (v medplanetarnem prostoru samo od Sonca prihaja ogromna količina energijskega toka), je gostota energije sevalnega tlaka trikrat večja:
{\displaystyle w=3w^{\star }\!\,.}
Sončno jadro lahko tako na razdalji, kjer je sevalna temperatura enaka vrelišču vode, doseže sevalni tlak približno 22 µPa. Takšni majhni tlaki lahko izrazito vplivajo na majhne delce kot so plinski delci, ioni ali elektroni, in so pomembni v teoriji elektronskega izseva s Sonca, kometne snovi itd (glej tudi: pojav Jarkovskega, pojav JORP).

### Notranjost zvezd
V notranjosti zvezd so temperature zelo velike. Modeli zvezd napovedujejo v središču Sonca 15 MK, v sredicah nadorjankinj pa lahko presegajo 1 GK. Ker je sevalni tlak funkcija četrte potence temperature, je v teh primerih pomemben. V najmasivnejših zvezdah je najpomembnejša komponenta tlaka.

## Sončna jadra
Sončna jadra kot predlagan način raketnih pogonov, bi za gonilno silo izkoriščala sevalni tlak s Sonca. Zasebno plovilo Cosmos 1 bi izkoriščalo to vrsto pogona. To zamisel je predlagal latvijski raketni inženir Friedrich Arturovič Zander leta 1924.
Japonska aeronavtična in vesoljska agencija (JAXA) je v letu 2010 uspešno razvila sončno jadro v vesoljskem prostoru, ki je poganjalo tovor v projektu IKAROS.

## Sevalni tlak v akustiki
Sevalni tlak je v akustiki neusmerjena sila tlaka, ki nastaja na vmesni ploskvi dveh snovi zaradi prehoda zvočnega vala.